# Kroniki Spiderwick (film)
Kroniki Spiderwick (ang. The Spiderwick Chronicles, 2008) – amerykański film familijny, który powstał na podstawie serii powieści Holly Black i Tony’ego DiTerlizzi pod tym samym tytułem.

## Fabuła
Film opowiada o rodzeństwie, które wprowadziło się do opuszczonego domu Artura Spiderwicka. Spiderwick za życia tworzył przewodnik terenowy, w którym opisał wiele stworzeń fantastycznych. Zaginął być może z powodu elfów, ale zdążył schować przewodnik w swoim dobrze ukrytym pokoju. Jared go odnajduje i wbrew ostrzeżeniu zaczyna czytać. Natomiast dawno uśpione fantastyczne stwory nagle zaczynają być aktywne, a ogr Mulgarath zamierza ukraść księgę z pomocą goblinów, boggartów i trolli. Rodzeństwo na początku mu nie wierzy, ale w końcu przekonuje się, że musi uciec i zniszczyć księgę. Na podstawie książek „Przewodnik terenowy”, „Kamienne oko”, „Sekret Lucindy” i „Gniew Mulgaratha” (są to części 1, 2, 3 i 5 z serii, część 4, „Żelazne drzewo” nie została uwzględniona w filmie).

## Obsada
- Freddie Highmore – Jared i Simon Grace
- Sarah Bolger – Mallory Grace
- Mary-Louise Parker – Pani Grace
- David Strathairn – Arthur Spiderwick
- Martin Short – Thimbletack/Boggart (głos)
- Nick Nolte – Mulgarath
- Seth Rogen – Hogsqueal (głos)
- Andrew McCarthy – Richard Grace
- Joan Plowright – Lucinda

## Wersja polska
Opracowanie wersji polskiej: Start International Polska

Reżyseria: Elżbieta Kopocińska-Bednarek

Dialogi: Joanna Serafińska

Dźwięk i montaż: Michał Skarżyński

Kierownictwo produkcji: Dorota Nyczek

W wersji polskiej udział wzięli:
- Kajetan Lewandowski – Jared / Simon
- Bożena Stachura – Helen
- Miłogost Reczek – Mulgarath
- Joanna Kudelska – Mallory
- Jacek Kopczyński – Richard
- Aleksandra Koncewicz – Lucinda
- Wojciech Paszkowski – Arthur Spiderwick
- Grzegorz Pawlak – Hogsqueal
- Andrzej Chudy – Timbletack
- Julia Kunikowska – Mała Lucinda
- Janusz Wituch – Manager
- Brygida Turowska – Pielęgniarka
- Paweł Szczesny – Kierowca